# Dekretalista

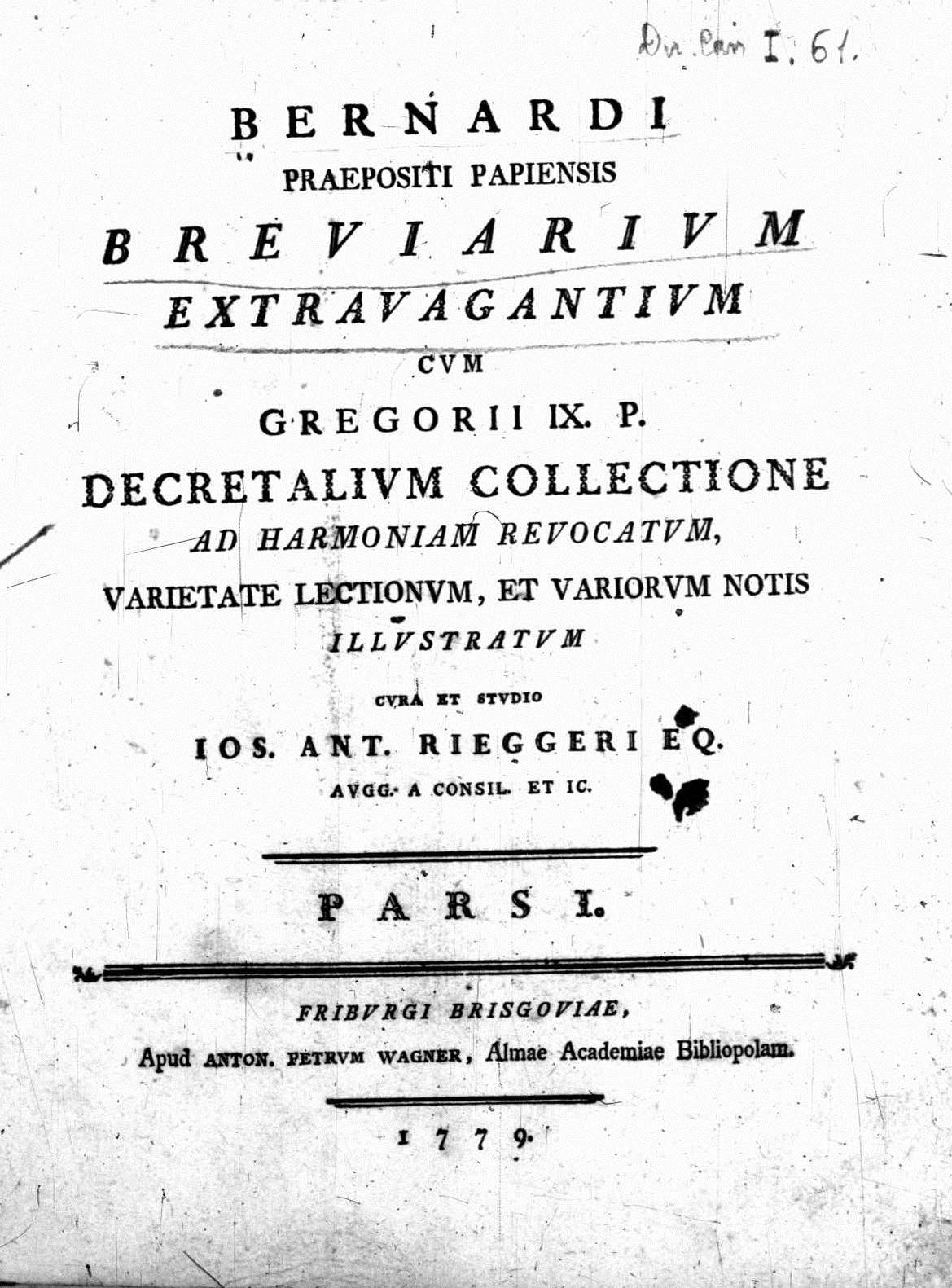
Bernard z Pavie, Breviarium extravagantium, 1779

V dějinách kanonického práva tvořili dekretalisté ve třináctém století výkladovou školu, která kladla důraz na dekretály, tedy listy vydávané papeži a rozhodující o záležitostech církevní disciplíny (epistolae decretales), oproti Decretum Gratiani (1141), kterému dávali přednost jejich soupeři, dekretisté. Dekretalisté byli prvními kompilátory papežských dekretálů a jejich díla, jako například dílo Šimona z Bisignana (asi 1177), využívala převažující dekretalistická škola.
Dekretalistickou praxi lze rozdělit do tří období. První (cca 1160–1200) je charakterizováno sběrem dekretálů, druhé (cca 1200–1234) uspořádáním sbírek a prvními náznaky dekretální exegeze a poslední (1234–1348) rozsáhlou exegezí a analýzou. K významným raným dekretalistům patří Bernard z Pavie, který napsal díla Summa Decretalium, Summa de Matrimonio a Brevarium Extravagantium, a Jindřich ze Susy, jehož Summa Copiosa spojila kanonické právo s římským právem a měla vliv až do moderní doby.